# 大日本帝国海军装备列表
大日本帝国海军装备列表列出了大日本帝国海军所属舰艇装备或预定装备的兵器列表。记录各种类别兵器的名称和简单的说明。此外，舰载艇另有表格记录。

## 火砲武器

### 平射砲
爲方便起見，將其分爲小口徑砲（12.7cm及以下）、中口徑砲（20.3cm及以下）、大口徑砲（20.3cm以上）三類。

#### 小口径砲
- 40口径四一式8cm
- 40口径安式12cm砲
- 40口径四一式12cm砲
- 45口径三年式12cm砲：通称G型砲。峯風型、神風型(2代目)、睦月型駆逐艦、千鳥型水雷艇(改装後)。
- 45口径十一年式12cm：通称M型砲：鴻型水雷艇。
- 50口径三年式12.7cm：
  - A型单装砲：改裝前的千鳥型水雷艇。
  - A型改1单装砲：初春型驅逐艦、白露。
  - B型单装砲：除白露以外的白露型驱逐艦。
  - A型聯裝砲：特型驅逐艦Ⅰ。
  - B型聯裝砲：特型驅逐艦Ⅱ、特型驅逐艦Ⅲ[錨點失效]、初春型驅逐艦、改裝前的千鳥型水雷艇。
  - B型改1聯裝砲：有明、夕暮。
  - B型改2聯裝砲：夕立。
  - C型聯裝砲：除夕立以外的白露型驅逐艦、朝潮型驅逐艦、陽炎型驅逐艦。
  - D型聯裝砲：夕雲型驅逐艦、
  - D型改1聯裝砲：島風。

#### 中口径砲
- 四〇口徑十一年式十四糎砲：用于潜艇。
- 五〇口徑三年式十四糎砲：
  - 单装砲：天龍型輕巡洋艦、夕張、5500噸型輕巡洋艦（日语：5500トン型軽巡洋艦）、伊勢型戰艦、長門型戰艦。
  - 聯裝砲：夕張、香取级训练巡洋舰。
- 五〇口徑四一式十五糎砲：
  - 单装砲：金剛型戰艦、扶桑型戰艦。
  - 聯裝砲：阿賀野型輕巡洋艦。
- 60口径三年式15.5cm3連装砲：最上型、大和型、大淀。
- 50口径三年式二〇糎砲（日语：五十口径三年式二〇糎砲）：内径 200毫米。重巡洋舰将在整修时更换为2門20cm。
  - A型单装砲：古鷹型。
  - A1型单装砲：赤城、加賀。
  - B型聯裝砲：赤城、加賀。
  - C型聯裝砲：青葉型。
  - D型聯裝砲：妙高型。
- 五〇口徑三年式二号二〇糎砲：内径203.2mm。
  - E型聯裝砲：高雄型（摩耶除外）。
  - E1型聯裝砲：摩耶、最上型。
  - E2型聯裝砲：古鷹型。
  - E3型聯裝砲：利根型。

#### 大口径砲
- 四五口徑毘式36cm聯裝砲：内径35.6cm(14inch)。金剛、比叡。
- 四五口径四一式36cm聯裝砲：毘式の国産化。榛名、霧島、扶桑型、伊勢型。
- 四五口径三式40cm聯裝砲：内径41.00cm。長門型。
- 45口径九四式46cm3聯裝砲：正式呼称「四五口径九四式四〇糎砲」。内径46.00cm。大和型。

### 高角砲
- 40口径三年式8cm单装高角砲：内径76.2mm。大正3年正式採用。古鷹型(竣工時)。
- 五年式短8cm砲：内径76.2mm、23.5口径。通称短8cm高角砲。海中1型～4型潜水艦、炮艇和水面舰艇的外壳等规格有所不同。
- 40口径十一年式8cm单装高角砲：呂33型潜水艦、呂35型潜水艦。
- 九八式8公分高射炮：内径76.2mm。通称長8cm高角砲。阿賀野型。
- 50口径八八式10cm高角砲：海大5型、海大6型a
- 九八式100公釐高射炮：通称長10cm高角砲。秋月型、大淀型、大鳳型。
- 十年式12公分高射砲：1922年（大正11年）左右正式采用 。
  - 单装高角砲：古鷹型(改装後)、青葉型、妙高型(竣工時)、高雄型(竣工時)、御藏型之後的海防艦。
  - 聯裝高角砲：赤城、加賀(竣工時)、御藏型海防艦、日振型海防艦、宇後級海防艦。
- 八九式127公厘高射炮：日本海军的代表性高射炮
  - 单装高角砲：松型。
  - 聯裝高角砲：装备在许多船上。
- 短十二糎砲：特設艦船用高角度炮，可用于反潜、反水面和防空。
- 短二十糎砲：特設艦船用高角度炮，可用于反潜、反水面和防空。

### 機関砲
- 五式40公厘高射炮：根据缴获的55口径博福斯40mm机炮研制而成。不是机枪。
  - 单装砲架：神島、第1号型/第101号型海防艇

### 機銃

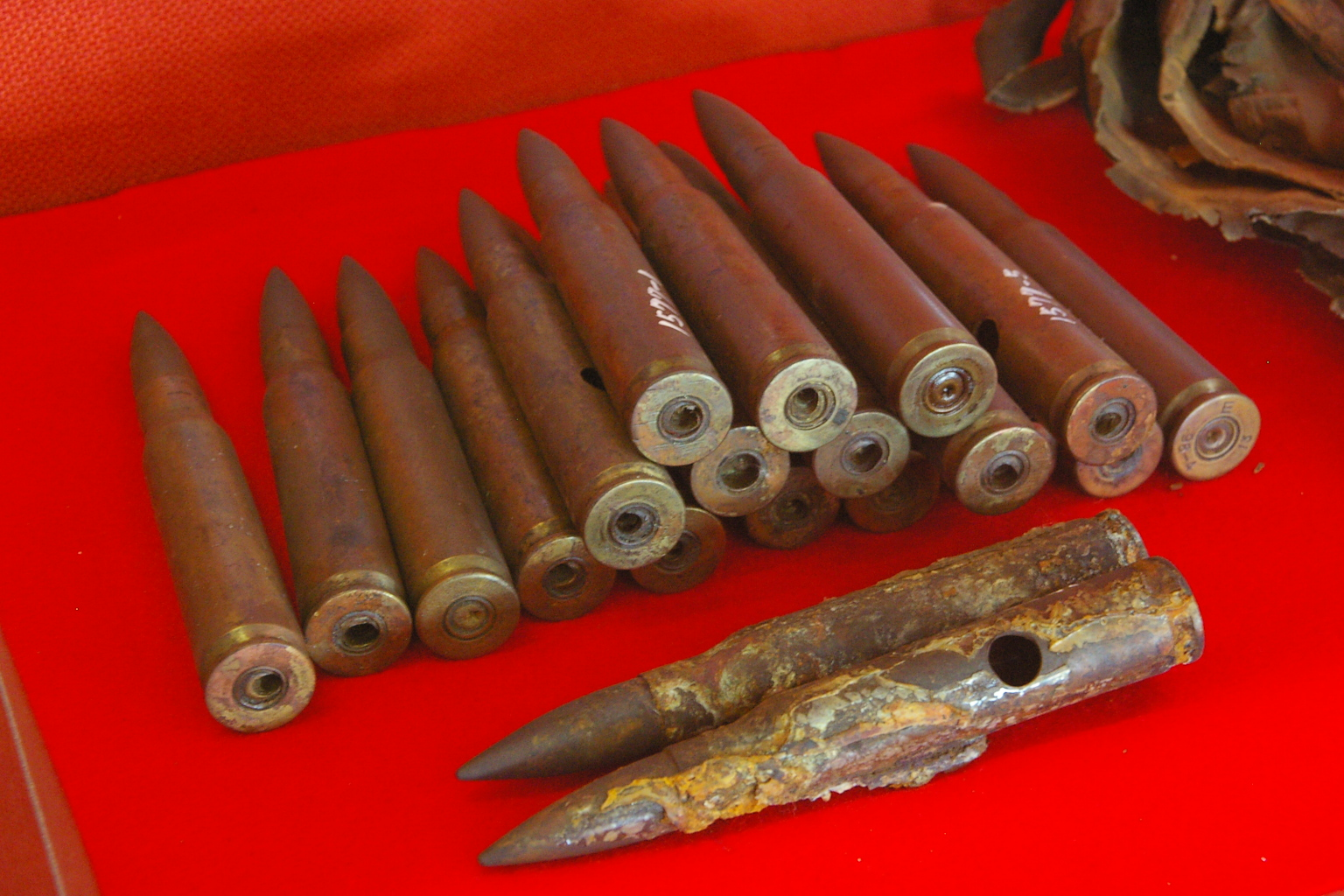
九三式13mm機銃弾

- 三年式重機槍：口径6.5毫米跟陸軍的三年式機關槍是同型在大正10年改成稱為三年式機砲
- 大正十一年式輕機槍：與陸軍11式輕機槍同型，口徑為6.5公厘。
- 九二式重機槍：口徑7.7毫米，與陸軍92式重機槍同型。
- 92式7.7毫米機槍：在正式采用之前，名称为留式7.7mm機銃。（留＝劉易斯）
- 維克斯.50重機槍：口径12.7 毫米。有1型和2型，前者符合维克斯.5英寸B级重机枪（使用口径12.7×81毫米SR弹药），后者符合维克斯.5英寸D级重机枪。（使用12.7 x 120 毫米 SR 口径弹药）（毘＝維克斯）
- 九三式防空機槍：口径13.2 毫米。正式采用前的名称是保式13mm機銃。（保＝ホチキス）
  - 单装機銃：特型驱逐舰、神风型驱逐舰（第2代）、岛风（岛风型驱逐舰）、秋月型驱逐舰
  - 聯裝機銃：朝潮级驱逐舰、白露级驱逐舰
- 九六式13mm4聯裝機銃：
- 九五式25mm聯裝機銃：从 霍奇克斯公司 (Hotchkiss et Cie) 进口。
- 九六式25毫米高射機炮：日本国产95式25mm机枪。日本海军的代表机枪。
  - 单装機銃：特型驱逐舰、神风型驱逐舰（第2代）、睦月型驱逐舰、松型驱逐舰、岛风（岛风型驱逐舰）、秋月型驱逐舰、夕云型驱逐舰、阳炎型驱逐舰、朝潮级驱逐舰、白露级驱逐舰
  - 聯裝機銃：特型驱逐舰、神风型驱逐舰（第2代）、睦月型驱逐舰、初春型驱逐舰、岛风（岛风型驱逐舰） 、秋月型驱逐舰、夕云型驱逐舰、阳炎型驱逐舰、朝潮级驱逐舰、白露级驱逐舰
  - 3聯裝機銃：特型驱逐舰、睦月型驱逐舰、初春型驱逐舰、松型驱逐舰、岛风（岛型驱逐舰）、秋月型驱逐舰、夕云型驱逐舰、阳炎型驱逐舰、朝潮级驱逐舰、白露级驱逐舰
- 維克斯雙式40毫米機槍：授权生产的维克斯绒球枪。 
  - 单装機銃：初春级驱逐舰、朝潮级驱逐舰、白露级驱逐舰

### 噴進砲
防空（或防空和反潜）火箭
- 12cm28聯裝噴進砲： 1944年（昭和19年)後續竣工的航空母艦接有裝備
- 同30聯裝：「葛城」、伊勢型战艦。用于防空。
- 15cm9連装噴進爆雷砲：1945年（昭和20年)，峯风级驱逐舰“泽风”号试装。用于反潜。

### 迫撃砲
対潜用前方投射兵器
- 三式迫撃砲：陆军97 型榴弹步兵炮的略微修改版本。虽然它是海军陆战队的武器，但它装备在许多海防舰艇以及伊351、伊373上。

### 砲战指揮装置

#### 方位盤照準装置
- 試製方位盤照準装置：榛名
- 一三式方位盤照準装置：榛名
- 一四式方位盤照準装置：重巡洋艦
- 一四式高角方位盤照準装置：改装后的重巡洋舰
- 九四式方位盤照準装置：重巡洋艦
- 九四式3型方位盤照準装置：用于驱逐舰
- 九五式方位盤照準装置：比叡
- 九八式方位盤照準装置：大和级战列舰

#### 射撃指揮装置

##### 水上射撃用
- 九一式射撃盤：配备 14 厘米火炮
- 九二式射撃盤：20cm,36cm,40cm砲搭載艦
- 九二式測的盤：
- 九四式距離苗頭盤：用于驱逐舰
- 九四式射撃盤：配备 14 厘米和 20 厘米火炮
- 九八式測的盤：
- 九八式射撃盤：大和级战列舰
- 二式距離苗頭盤：支持驱逐舰的防空火力

##### 高射射撃用
- 八九式高角射撃盤
- 九一式高射装置
- 九四式高射装置
- 四式射撃指揮装置

##### 機銃射撃装置
- 九五式機銃射撃装置：用于25mm机枪
- 四式射撃指揮装置1型：用于25mm机枪

## 水雷兵装

### 魚雷

#### 36cm
- 朱式八四式：朱式＝シュバルツコック社
- 朱式八八式：
- 二六式：
- 三〇式：

#### 45cm
- 三二式：
- 三四式：
- 三七式：
- 三八式二号B型：
- 四二式：
- 四三式：
- 四四式二号：从那时起在国内生产。
- 九七式：用于甲標的的酸素魚雷。
- 二式：用于特种潜艇和鱼雷艇。

#### 53cm
- 四四式一号：
- 六年式：
- 八九式：
- 九二式：電池魚雷
- 九五式：用于潜水艦的酸素魚雷。

#### 61cm
- 八年式：
- 九〇式：
- 九三式：別名酸素魚雷。

### 魚雷発射管
为方便起见，分为“固定”型和“旋转”型。

#### 固定式発射管
- 一二式61cm連装舷側発射管：古鹰型（完成时），青叶型（完成时）。
- 一二式61cm3連装舷側発射管：妙高型(竣工時)。（＊）一三式とする文献もある。

##### 潜水艦用
- 一〇年式発射管：海大1型、海中3型～4型、特中型、L3型～4型潜水艦
- 一五式発射管：海大2型～4型、巡潜1型～1型改、機雷潜型
- 八八式発射管：海大5型～6型b、巡潜2型～3型、呂33型
- 九五式発射管：丸三计划后的潜艇

#### 回転式発射管

##### 45cm
- 45cm单装水上発射管：

##### 53cm
- 53cm单装水上発射管：
- 六年式53cm連装水上発射管：球磨型、香取型、江風型、峯風型、樅型、若竹型、千鳥型。
- 六年式53cm3連装水上発射管：天龍型。
- 一〇年式53cm連装水上発射管：神風型。
- 九四式53cm3連装水上発射管：鴻型。

##### 61cm
- 八年式61cm連装水上発射管：長良型、川内型、夕張。
- 一二年式61cm3連装水上発射管：睦月型、吹雪型。
- 八九式61cm連装水上発射管：高雄型。
- 九〇式61cm3連装水上発射管：初春型、最上型、利根型。
- 九二式61cm4連装水上発射管：
  - 1型：巡洋艦用。古鷹型、青葉型、妙高型、高雄型（鳥海を除く改装後）、改鈴谷型（計画）、五十鈴、神通、那珂（いずれも改装後）、阿賀野型、改阿賀野型（計画）。
  - 2型：驱逐艦用。白露型、朝潮型、陽炎型、夕雲型？。
  - 3型：重雷装艦（大井、北上）。
  - 4型？：秋月型、松型？。
- 零式61cm5連装水上発射管5型：島風。
- 暂定名称为三式61cm6連装水上発射管6型：仅在计划中。改秋月型（零式61cm5連装搭載の異論あり）。

### 爆雷
- 九五式爆雷：
- 二式爆雷：
- 三式爆雷：

### 爆雷投射機
- 九四式爆雷投射機：通称Y砲（両舷用爆雷投射機）
- 三式爆雷投射機：通称K砲（片舷用爆雷投射機）

### 爆雷装填台
- 爆雷装填台三型：

### 機雷

#### 普通機雷
- 1号機雷：
- 5号機雷改1：
- 6号機雷2型：
- 八九式機雷：(7号機雷)
- 九三式機雷：

#### 防潜用機雷
- 九〇式機雷：
- 九六式機雷：

#### 潜水艦用機雷
- 八八式機雷：
- 一式二型：
- 三式一型：
- 三式二型：

### 掃海具
- 大掃海具：
- 小掃海具1型：

### 防潜網
通过连接许多金属环制成的网格。用于使用浮标阻止潜艇、鱼雷和特工进入水中的设备。根据环的形状、尺寸或采用年份，有多种类型。
- 一四式1号防潜網：
- 一四式2号防潜網：
- 一〇式防潜網：
- 船門網：一种辅助船只，用于在进出船只时打开和关闭反潜网。
- 急設網：
- 九六式1号防潜網：
- 九六式2号防潜網：

## 水測兵装

### 水中聴音機
被动声纳/水听器
- Kチューブ：
- MV水中聴音機：
- 保式水中聴音機：
- 九三式水中聴音機：保式水中聴音機の国産化
- 四式水中聴音機：
- 仮称五式水中聴音機：箕面

### 探信儀
关于主动声呐
- 九三式探信儀：基于SCAM型探头开发
- 三式探信儀：参考德制S装置开发
- 軽便探信儀：参照英国ASDIC研发

### 水中信号機
- F式水中信号機：米フェッセンデン式のコピー
- 複式水中信号機：

## 航空兵装
航空機はCategory:大日本帝国海軍航空機、または日本製航空機の一覧#大日本帝国海軍を参照のこと。

### 彈射器
關於彈射器。
- 吴式1号1型：空氣型。1928年，在「衣笠號」進行了實際實驗。
- 吴式1号2型：伊5。
- 吴式1号3型：伊6。
- 吴式1号3型改：伊7。
- 吴式1号4型：伊8、甲型、乙型潜水舰。
- 吴式2号1型：第一台實用的火藥注射機。
- 吴式2号2型：鬼怒號輕巡洋艦
- 吴式2号3型：高雄型重巡洋舰
- 吴式2号5型：戰爭初期，艦艇上的彈射器大多是這種類型。
- 一式2号11型：大和型、日進（水上機母舰）
- 二式1号10型：大淀。
- 四式1号10型：空気式。伊400型、改甲型潜水舰。

### 制動索
一根纜線橫跨飛行甲板，以防止飛機降落在航空母艦上。
- (縦索式)：
- Fu型煞車裝置：
- 茅場煞車裝置：
- 吴式制動装置4型：飛龍、翔鶴型等。
- 空技廠式着舰制動装置3型：大鳳。
- 三式着舰制動装置10型：信濃、神鷹、雲龍型。

### 阻拦索（滑走静止索）
如果制動索无法阻止飞机，它会阻止飞机越界。
- 三式滑走静止装置10型：

## 無線兵装

### 電波探信儀
所谓的雷达。
- 三式1号電波探信儀3型：通称13号電探。対空レーダー。大战末期には多くの艦艇に装備。
- 二式2号電波探信儀1型：通称21号電探。対空レーダー。大型艦に装備。
- 仮称2号電波探信儀2型：通称22号電探。対水上センチ波レーダー。
- 2号電波探信儀3型：仮称23号電探。第一〇一号哨戒艇。
- 3号電波探信儀1型：
- 3号電波探信儀2型：
- 3号電波探信儀3型：
- TH：特攻用ボート誘導レーダー

### 電波探知機
通称逆探。
- E27型：
- 3型：

### 無線電信機
- 三六式無線電信機

## 航海兵装
- 山川灯：

### 双眼望遠鏡
- 12cm双眼望遠鏡：

### 測距儀
大きさは基線長で表す
- 五年式測距儀：
  - 2.5m：
- 一一式測距儀：
  - 66cm：初春型
- 一四式測距儀：
  - 2m：峯風型、睦月型、吹雪型、綾波型、暁型、白露型、朝潮型
  - 1m：初春型
- 九〇式測距儀：
  - 2m：初春型
  - 3m：吹雪型、暁型
- 九三式測距儀：
  - 2m：陽炎型
- 九六式測距儀：
  - 66cm：陽炎型、夕雲型、島風型、秋月型、松型
  - 1.5m：
  - 2m：島風型
  - 3m：綾波型、陽炎型
- 高角測距儀：
  - 4m：
  - 4.5m：秋月型（内置94式防空设备）
  - 九六式3m高角：夕雲型
  - 九七式2m高角：秋月型、松型
  - 九九式3m高角：島風型

## 探照燈

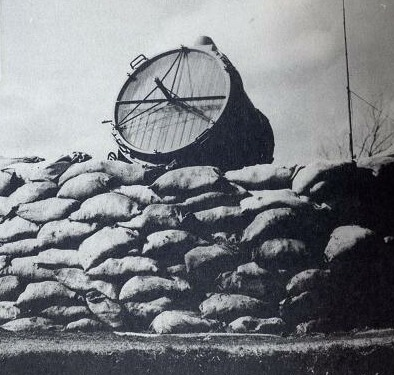
大日本帝国海軍の探照灯

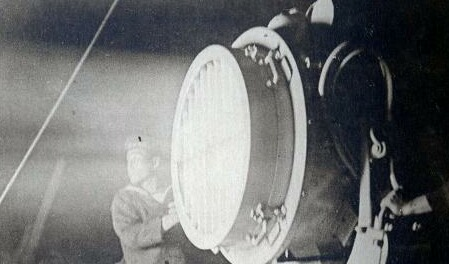
大日本帝国海軍の探照灯（船上）

- 2公里信號燈：几乎所有船只

### 探照灯
- 60cm信号用探照灯：主要用于发送光信号。
- 九六式90cm探照灯：主要用于驱逐舰
- 110cm探照灯：巡洋舰或更高级的船
- 150cm探照灯：大和型

## 附錄1 海軍艦艇
正式名稱是装載艇。

### 水雷艇
- 56英尺艦載魚雷艇：後來的17公尺艦載魚雷艇。。

### 内火艇
- 17m
- 15m
- 12m
- 11m
- 10m
- 9m
- 7.5m
- 6m

### 内火ランチ
- 12m
- 11m
- 10m
- 9m
- 8m

### 内火ジャンク
河川砲艦搭載。
- 7.5m
- 6.5m

### カッタ－
- 9m：巡洋舰或更高
- 7m：驱逐艦
- 6m

### 通船
- 12m：（附發動機？）
- 9m：（附發動機）
- 8m
- 6m

### 特型運貨船
- 17m：通称特大発
- 15m木製：通称木大発
- 14m：通称大発。详见大發動艇（日语：大発動艇）（陆军指定）。
- 13m：通称中発
- 10m：通称小発

### 特内火艇
两栖坦克
- 特二式内火艇 カミ
- 特三式内火艇 カチ
- 特四式内火艇 カツ
- 特五式内火艇 トク

## 附錄2 單位表示法表
| 漢字 | 略号 | 片假名         | 備考           |
| ---- | ---- | -------------- | -------------- |
| 粍   | mm   | ミリメートル   |                |
| 糎   | cm   | センチメートル |                |
| 米   | m    | メートル       |                |
| 吋   | inch | インチ         | 1inch = 25.4mm |

## 附錄3 型號名稱-收養年份對應表
明治大正時代是使用採用年（開發年份）的和曆
| 形式名 | 皇紀   | 西暦   | 和暦     |
| ------ | ------ | ------ | -------- |
| 四一式 | 2568年 | 1908年 | 明治41年 |
| 三年式 | 2574年 | 1914年 | 大正3年  |

昭和時期是使用採用年（開発年）的皇紀的最後兩位數字。
| 形式名 | 皇紀   | 西暦   | 和暦     |
| ------ | ------ | ------ | -------- |
| 八九式 | 2589年 | 1929年 | 昭和4年  |
| 九〇式 | 2590年 | 1930年 | 昭和5年  |
| 九一式 | 2591年 | 1931年 | 昭和6年  |
| 九二式 | 2592年 | 1932年 | 昭和7年  |
| 九三式 | 2593年 | 1933年 | 昭和8年  |
| 九四式 | 2594年 | 1934年 | 昭和9年  |
| 九五式 | 2595年 | 1935年 | 昭和10年 |
| 九六式 | 2596年 | 1936年 | 昭和11年 |
| 九七式 | 2597年 | 1937年 | 昭和12年 |
| 九八式 | 2598年 | 1938年 | 昭和13年 |
| 九九式 | 2599年 | 1939年 | 昭和14年 |
| 零式   | 2600年 | 1940年 | 昭和15年 |
| 一式   | 2601年 | 1941年 | 昭和16年 |
| 二式   | 2602年 | 1942年 | 昭和17年 |
| 三式   | 2603年 | 1943年 | 昭和18年 |
| 四式   | 2604年 | 1944年 | 昭和19年 |
| 五式   | 2605年 | 1945年 | 昭和20年 |

参考）進口兵器是採用生產商的第一個字用漢字來表示
| 形式名 | 日本社名          | 公司名称                               |
| ------ | ----------------- | -------------------------------------- |
| 毘式   | ヴィッカース社    | 维克斯公司(Vickers)                    |
| 武式   | バー&ストラウド社 | 巴尔与史特劳德公司 (Barr & Stroud Ltd) |
| 保式   | オチキス社        | 霍奇克斯公司 (Hotchkiss et Cie)        |
| 留式   | ルイス社          | 刘易斯公司                             |